# Prix Emma
Le gala Emma (en finnois : Emma-gaala), est un gala organisé par l'Association des producteurs de musique (fi), pour distribuer des prix Emma à des personnalités  de l'industrie musicale finlandaise.

## Catégories des Prix Emma
- Vuoden naissolisti
- Vuoden miessolisti
- Vuoden yhtye
- Vuosen albumi
- Vuoden biisi
- Vuoden iskelmäalbumi
- Vuoden hiphop-albumi
- Vuoden rock-albumi
- Vuoden metallialbumi
- Vuoden jazz-albumi
- Vuoden klassinen-albumi
- Vuoden tuottaja
- Vuoden tulokas
- Vuoden lasten musiikki
- Vuoden live
- Vuoden kriitikoiden valinta
- Vuoden vienti-Emma
- Vuoden myydyin albumi
- Vuoden striimatuin biisi
- Vuoden erikois-Emma
- Vuoden kultainen-Emma
- Vuoden artisti/yhtye (vote du public)
- Vuoden musiikkivideo (vote du public)

## Lauréats

### Vuoden naissolisti
- 1983 Anita Hirvonen
- 1984 Vera Telenius
- 1985 Anneli Saaristo
- 1986 Arja Saijonmaa
- 1987 Paula Koivuniemi
- 1988–1990 non décerné
- 1991 Arja Koriseva
- 1992 Anna Hanski
- 1993 Kaija Koo
- 1994 Laura Voutilainen
- 1995 Katri Helena
- 1996 Laura Voutilainen
- 1997 Kaija Koo
- 1998 Marita Taavitsainen
- 1999 Jonna Tervomaa
- 2000 Anna Eriksson
- 2001 Anna Eriksson
- 2002 Emmi
- 2003 Maija Vilkkumaa
- 2004 Jonna Tervomaa
- 2005 Maija Vilkkumaa
- 2006 Emma Salokoski
- 2007 Anna Abreu
- 2008 Anna Abreu
- 2009 Anna Puu
- 2010 Jenni Vartiainen
- 2011 Chisu
- 2012 Anna Puu
- 2013 Sanni
- 2014 Kaija Koo
- 2015 Sanni
- 2016 Paula Vesala
- 2017 Evelina
- 2018 Anna Puu
- 2019 Ellinoora

### Vuoden miessolisti
- 1983 Matti ja Teppo
- 1984 Kirka
- 1985 Pave Maijanen
- 1986 Neumann
- 1987 Topi Sorsakoski
- 1988–1990 non décerné
- 1991 Ressu Redford
- 1992 J. Karjalainen
- 1993 Joel Hallikainen
- 1994 Samuli Edelmann
- 1995 Tommi Läntinen
- 1996 J. Karjalainen
- 1997 Jari Sillanpää
- 1998 Ismo Alanko
- 1999 Kari Tapio
- 2000 Kirka
- 2001 Samuli Edelmann
- 2002 Ismo Alanko
- 2003 Vesa-Matti Loiri
- 2004 Hector
- 2005 Kari Tapio
- 2006 Vesa-Matti Loiri
- 2007 Vesa-Matti Loiri
- 2008 Juha Tapio
- 2009 Samuli Putro
- 2010 Paleface
- 2011 Tuure Kilpeläinen
- 2012 Jukka Poika
- 2013 Cheek
- 2014 Pepe Willberg
- 2015 Antti Tuisku
- 2016 Mikael Gabriel
- 2017 Antti Tuisku
- 2018 Pyhimys
- 2019 Lauri Tähkä

### Vuoden yhtye
- 1983 Yö
- 1984 Dingo
- 1985 Dingo
- 1986 Eppu Normaali
- 1987 Mamba
- 1988–1990 non décerné
- 1991 Kolmas Nainen
- 1992 Neljä Ruusua
- 1993 Leningrad Cowboys et Neljä Ruusua
- 1994 22-Pistepirkko
- 1995 Leevi and the Leavings
- 1996 Aikakone
- 1997 Don Huonot
- 1998 Ultra Bra
- 1999 Nylon Beat
- 2000 HIM
- 2001 The Rasmus
- 2002 Timo Rautiainen & Trio Niskalaukaus
- 2003 The Rasmus
- 2004 Nightwish
- 2005 PMMP
- 2006 Lordi
- 2007 Nightwish
- 2008 Egotrippi
- 2009 PMMP
- 2010 Stam1na
- 2011 Michael Monroe
- 2012 Nightwish
- 2013 Haloo Helsinki!
- 2014 Haloo Helsinki!
- 2015 JVG
- 2016 JVG
- 2017 Haloo Helsinki!
- 2018 Gasellit
- 2019 JVG

### Vuoden tulokas
- 2009 Anna Puu
- 2010 Yona
- 2011 Jare & VilleGalle
- 2012 Robin
- 2013 Isac Elliot
- 2014 Kasmir
- 2015 Paperi T
- 2016 Alma
- 2017 Leo Stillman
- 2018 Vesta
- 2019 Jesse Markin

### Vuoden sävellys, vuoden iskelmä, vuoden biisi
- 1983: Avaa hakas (”vuoden iskelmä”)
- 1984: Levoton Tuhkimo (vuoden sävellys)
- 1985: Autiotalo (vuoden sävellys)
- 1986: Kaksoiselämää (vuoden iskelmä)
- 1987: Marraskuu (vuoden iskelmä)
- 1988–1990
- 1991: Taivasvarjele (vuoden sävellys)
- 1992: Mies, jolle ei koskaan tapahdu mitään (vuoden sävellys)
- 1993: Kuka keksi rakkauden (vuoden sävellys)
- 1994: Ihana ilta (vuoden sävellys)
- 1995: Tuhat yötä (vuoden sävellys)
- 1996: Missä se Väinö on? (vuoden biisi)
- 1997: Riidankylväjä (vuoden biisi)
- 1998: Suljettu sydän (vuoden biisi)
- 1999: Freestyler (vuoden biisi)
- 2000: Sandstorm (vuoden biisi)
- 2001: F-F-F-Falling (vuoden biisi)
- 2002: Surupuku (vuoden biisi)
- 2003: One MC, One Delay (vuoden biisi)
- 2004: Matkustaja (vuoden biisi)
- 2005: Wings of a Butterfly (vuoden biisi)
- 2006: Hard Rock Hallelujah (vuoden biisi)
- 2007: Ihmisten edessä (vuoden biisi)
- 2008: Mun koti ei oo täällä (vuoden biisi)
- 2009: Baden-Baden (vuoden biisi)
- 2010: En haluu kuolla tänä yönä (vuoden biisi)
- 2011: Silkkii (vuoden biisi)
- 2012: Frontside Ollie (vuoden biisi)
- 2013: Mennyt mies (vuoden biisi)
- 2014: Vadelmavene (vuoden biisi)
- 2015: 2080-luvulla (vuoden biisi)
- 2016: Tequila (vuoden biisi)
- 2017: Chasing Highs (vuoden biisi)
- 2018: Jättiläinen (vuoden biisi)
- 2019: Ikuinen vappu (vuoden biisi)

### Erikois-Emma
- 1983 Juice Leskinen
- 1984 Marjatta Pokela
- 1985 Johan Vikstedt
- 1986 Vesa-Matti Loiri et Kaarina Suonio
- 1987 Tapani Kansa
- 1988–1990 non décerné
- 1991 Kirka et Juha Liedes
- 1992 Katri Helena et Hector
- 1993 Eino Grön et Reijo Taipale
- 1994 non décerné
- 1995   Danny et Arto Alaspää
- 1996 Eppu Normaali et Paula Koivuniemi
- 1997 Erkki Junkkarinen
- 1998 Annikki Tähti et Remu Aaltonen
- 1999 Karita Mattila et Kari Tapio
- 2000 Jukka Kuoppamäki et Vexi Salmi
- 2001 Ismo Alanko et Marion Rung
- 2002 Pate Mustajärvi
- 2003 Olli Lindholm et John Eric Westö
- 2004 Jussi Raittinen
- 2005 Pelle Miljoona
- 2006 J. Karjalainen et Matti ja Teppo
- 2007 Mikko Alatalo et Hanoi Rocks
- 2008 Leena Hirvonen et Tuomari Nurmio
- 2009 Jake Nyman et Kauko Röyhkä
- 2010 Dave Lindholm
- 2011 Apulanta et Jukka Haarma
- 2012 22-Pistepirkko et Timo Lindström
- 2014 Cheek et Lauri Rechardt
- 2015 Hannu Marttila et M. A. Numminen
- 2016 Fröbelin Palikat
- 2017 Pekka Säilä et Popeda
- 2018 Anssi Kela
- 2019 Pauli Hanhiniemi, Pave Maijanen et Seppo Matintalo

### Vuoden tuottaja
- 1983 non décerné
- 1984 Pave Maijanen
- 1985 T. T. Oksala
- 1986 Riku Mattila
- 1987 Riku Mattila
- 1988–1990 non décerné
- 1991 Mikko Karmila
- 1992 Janne Haavisto
- 1993 Markku Impiö
- 1994 Pekka Witikka et Kalle Chydenius
- 1995 Kaippa Kaivola
- 1996 Tommi Viksten
- 1997 Kalle Chydenius
- 1998 Jaakko Salovaara
- 1999 Jaakko Salovaara
- 2000 Jaakko Salovaara
- 2001 Pauli Rantasalmi
- 2002 Risto Asikainen
- 2003 Gabi Hakanen et Illusion Rake
- 2004 Jussi Jaakonaho
- 2005 Jukka Immonen
- 2006 Jori Sjöroos
- 2007 Rauli Eskolin
- 2008 Riku Mattila
- 2009 Chisu
- 2010 Jukka Immonen
- 2011 Chisu
- 2012 Eppu Kosonen
- 2014 Matti Mikkola
- 2015 Henri Lanz
- 2016 Jukka Immonen
- 2017 Jurek
- 2018 Jukka Immonen
- 2019 Eppu Kosonen

### Jazz-Emma
- 1983–1991 non décerné
- 1992 Krakatau – Volition
- 1993 Garden of Time – Perko–Pyysalo Poppoo
- 1994 Unik – Rinneradio
- 1995 Jazzlantis – Trio Töykeät
- 1996 Big Bad Family
- 1997 EQ – Libau
- 1998 Tila – Markus Ketola
- 1999 Umpsukkelis – Pepa Päivinen Trio
- 2000 Music of Olavi Virta – Jukka Perko & Hurmio-orkesteri
- 2001 Karikko – Kari Ikonen
- 2002 Kaira – André Sumelius Lift
- 2003 Mother Tongue – Juhani Aaltonen Trio
- 2004 Universal Four – Teddy Rok Seven
- 2005 Iro Haarla-Ulf Krokfors Loco Motife – Penguin Bequine
- 2006 Music Illustrated – Oddarrang
- 2007 Being Here – Markus Holkko Quartet
- 2008 Hot Corner – The Five Corners Quintet
- 2009 Aurora – Verneri Pohjola
- 2010 Kuára – Psalms and Folk Songs (Markku Ounaskari, Samuli Mikkonen & Per Jørgensen)
- 2011 Vespers – Iro Haarla Quintet
- 2012 Out to Lynch – Kalle Kalima & K-18
- 2014 Beibe – Mopo
- 2015 Bullhorn – Verneri Pohjola Quartet
- 2016 Amorandom – Aki Rissanen
- 2017 Form – 3TM
- 2018 Moves – Timo Lassy
- 2019 Sphere – Alexi Tuomarila Tri

### Vuoden albumi
- 1983–1992 non décerné
- 1993 Tuulten viemää – Kaija Koo
- 1994 Villejä lupiineja – J. Karjalainen
- 1995 Mielenrauhaa – Aki Sirkesalo
- 1996 Electric Sauna – J. Karjalainen
- 1997 Hyvää yötä ja huomenta – Don Huonot
- 1998 Pulu – Ismo Alanko Säätiö
- 1999 Mestarit Areenalla – Pave, Hector, Kirka et Pepe
- 2000 Razorblade Romance – HIM
- 2001 Into – The Rasmus
- 2002 Rajaportti – Timo Rautiainen & Trio Niskalaukaus
- 2003 Ei – Maija Vilkkumaa
- 2004 Halo – Jonna Tervomaa
- 2005 Kovemmat kädet – PMMP
- 2006 Leskiäidin tyttäret – PMMP
- 2007 Dark Passion Play – Nightwish
- 2008 Maailmanloppua odotellessa – Egotrippi
- 2009 Veden varaan – PMMP
- 2010 Seili – Jenni Vartiainen
- 2011 Kun valaistun – Chisu
- 2012 Yhdestä puusta – Jukka Poika
- 2013 Et ole yksin – J. Karjalainen
- 2014 Kiitos ei ole kirosana – Haloo Helsinki!
- 2015 En kommentoi – Antti Tuisku
- 2016 Vesala – Vesala
- 2017 Hulluuden highway – Haloo Helsinki!
- 2018 Tapa poika – Pyhimys
- 2019 Momentum 123 – Chisu

### Pop-albumi
- 1983–1999 non décerné
- 2004 Love Beyond This World – Kwan
- 2005 Kovemmat kädet – PMMP
- 2006 Leskiäidin tyttäret – PMMP
- 2007 Tuhannen riemua – Lauri Tähkä & Elonkerjuu
- 2008 Maailmanloppua odotellessa – Egotrippi
- 2009 Anna Puu – Anna Puu
- 2011 Kun valaistun – Chisu
- 2012 Koodi – Robin
- 2013 Maailma on tehty meitä varten – Haloo Helsinki!
- 2014 Kiitos ei ole kirosana – Haloo Helsinki!
- 2015 En kommentoi – Antti Tuisku
- 2016 Vesala – Vesala
- 2017 Anatude - Antti Tuisku
- 2018 Nälkäinen sydän - Anna Puu
- 2019 Rata/raitti – JVG

### Rock-albumi
- 1983–1999 non décerné
- 2004 Halo – Jonna Tervomaa
- 2005 Dark Light – HIM
- 2006 Approach – von Hertzen Brothers
- 2007 Eikä vielä ole edes ilta – Apulanta
- 2008 Kuutio – Apulanta
- 2009 Veden varaan – PMMP
- 2010 Viimeinen Atlantis – Stam1na
- 2011 Sensory Overdrive – Michael Monroe
- 2012 Kaikki kolmesta pahasta – Apulanta
- 2013 Et ole yksin – J. Karjalainen
- 2014 Pepe & Saimaa – Pepe Willberg
- 2015 Sinulle, Sofia – J. Karjalainen
- 2016 Olavi – Olavi Uusivirta
- 2017 Hulluuden highway – Haloo Helsinki!
- 2018 Sä kuljetat mua – J. Karjalainen
- 2019 Make Nu Metal Great Again (EP) – Apulanta

### Hiphop / dance / reggae / elektroninen / urban / R&B
- 1983–2000 non décerné
- 2001 Dynasty – Kwan
- 2002 The Die Is Cast – Kwan
- 2003 Breaking Daylight – Don Johnson Big Band
- 2004 Domesticity – Giant Robot
- 2005 Street Music – Redrama
- 2007 My Thing – Tuomo
- 2008 Loppuasukas – Asa
- 2009 Jare Henrik Tiihonen – Cheek
- 2010 Helsinki – Shangri-La – Paleface (hiphop- / elektroninen- / reggae-albumi)
- 2011 Mustaa kultaa – Jare & VilleGalle  (hiphop-albumi)
- 2012 Yhdestä puusta – Jukka Poika (hiphop- / reggae- / urban-albumi)
- 2013 Kuka muu muka – Cheek (hiphop-albumi)
- 2014 Voitolla yöhön – JVG (hiphop-albumi)
- 2015 Malarian pelko – Paperi T (hiphop-albumi)
- 2016 JVG (hiphop)
- 2017 Popkorni – JVG (hiphop-albumi)
- 2018 Tapa poika – Pyhimys (hiphop- / R&B-albumi)
- 2019 Diplomaatti – Gettomasa (hiphop-albumi)

### Iskelmäalbumi
- 1983–2000 non décerné
- 2001 Agents Is... Here! – Agents & Jorma Kääriäinen
- 2002 Tää on rankkaa – Yölintu
- 2003 Ystävän laulut – Vesa-Matti Loiri
- 2004 Toiset on luotuja kulkemaan – Kari Tapio
- 2005 Mennyttä miestä – Yölintu
- 2006 Sydänsärkyä – Simo Silmu
- 2007 Timantti – Paula Koivuniemi
- 2008 Kädenjälki – Jorma Kääriäinen & Riku Niemi Orchestra
- 2009 Viimeiseen pisaraan – Kari Tapio
- 2010 Valon pisaroita – Tuure Kilpeläinen
- 2011 Erämaa – Tuure Kilpeläinen
- 2012 Afrikan tähti – Tuure Kilpeläinen
- 2013 Lapislatsulia – Juha Tapio
- 2014 Rakkaudella merkitty mies – Jari Sillanpää
- 2015 Ingrid – Johanna Kurkela
- 2016 Sinä olet kaunis – Suvi Teräsniska
- 2017 Järvenpää-Kauriala – Matti Esko
- 2018 Kuka näkee sut – Juha Tapio
- 2019 Meidän tulevat päivät – Lauri Tähkä

### Hardrock-metalli-albumi
- 1983–2001 non décerné
- 2002 Get Heavy – Lordi
- 2003 Helvetistä itään – Kotiteollisuus
- 2004 Once – Nightwish
- 2005 Metallitotuus – Teräsbetoni
- 2006 Uudet kymmenen käskyä – Stam1na
- 2007 Dark Passion Play – Nightwish
- 2008 Blooddrunk – Children of Bodom
- 2009 Skyforger – Amorphis
- 2010 Viimeinen Atlantis – Stam1na
- 2011 Relentless Reckless Forever – Children of Bodom
- 2012 Imaginaerum – Nightwish
- 2013 Halo of Blood – Children of Bodom
- 2014 SLK – Stam1na
- 2015 Endless Forms Most Beautiful – Nightwish
- 2016 Elokuutio – Stam1na
- 2017 Bringer of Pain - Battle Beast
- 2018 Taival – Stam1na
- 2019 No More Hollywood Endings – Battle Beast

### Vuoden vienti-Emma
- 1983–1996 non décerné
- 1997 Apocalyptica
- 1998 Stratovarius
- 1999 HIM
- 2000 Bomfunk MC’s
- 2001 HIM
- 2002 Nightwish
- 2003 The Rasmus
- 2004 Nightwish
- 2005 Children of Bodom
- 2006 Lordi
- 2007 Sunrise Avenue
- 2008 Apocalyptica
- 2009 The 69 Eyes
- 2010 Apocalyptica
- 2011 Sunrise Avenue
- 2012 Värttinä
- 2013 Sunrise Avenue
- 2014 Iiro Rantala
- 2015 Nightwish
- 2016 Alma
- 2017 Alma
- 2018 Esa-Pekka Salonen
- 2019 Sunrise Avenue

### Kultainen Emma
- 1985 nro 1 Toivo Kärki
- 1986–1990 non décerné
- 1991 nro 2 Jaakko Salo
- 1992 nro 3 Kauppaneuvos Roger Lindberg
- 1993 nro 4 George de Godzinsky
- 1994 non décerné
- 1995 Ragni Malmstén–Karjalainen
- 1996 Rolf Kronqvist et Johan Vikstedt
- 1997 Jaakko Borg
- 1998 Atte Blom
- 1999 non décerné
- 2000 Pekka Gronow
- 2001 Rauno Lehtinen
- 2002 Raimo Henriksson
- 2003 John Eric Westö
- 2004 Paavo Einiö
- 2005 Erik Lindström
- 2006 Otto Donner
- 2007 non décerné
- 2008 Marita Kaasalainen
- 2009 Vasilij Kokljuschkin
- 2010 Sini Perho
- 2012 Epe Helenius
- 2017 Niko Nordström
- 2018 Pekka Aarnio

### Vuoden myydyin albumi
- 1983–2002 non décerné
- 2003 Räjähdysvaara – Pikku G
- 2004 Once – Nightwish
- 2005 Highest Hopes – Nightwish
- 2006 The Arockalypse – Lordi
- 2007 Dark Passion Play – Nightwish
- 2008 Death Magnetic – Metallica
- 2009 Strike! – Baseballs
- 2010 Seili – Jenni Vartiainen
- 2011 Imaginaerum – Nightwish (67 932 kpl)
- 2012 Vain elämää – Eri esittäjiä
- 2013 Kuka muu muka – Cheek
- 2014 16 – Robin
- 2015 25 – Adele
- 2016 non décerné
- 2017 Hulluuden Highway – Haloo Helsinki!
- 2018 Timantit on ikuisia – Cheek
- 2019 When We All Fall Asleep, Where Do We Go? – Billie Eilish –

### Vuoden lastenalbumi
- 1983–2004 non décerné
- 2004 Kolme muskettisopulia – Ella & Aleksi
- 2005 non décerné
- 2006 Paukkumaissi – Paukkumaissi
- 2007 Tosi seedee, Pikku-Orava
- 2008 Tuttirallaa – Satu Sopanen & Tuttiorkesteri
- 2009 Ipanapa Iltalaulut
- 2010 Hirmuliskojen yö
- 2011 Traktori – Ammuu!
- 2012 Lasten aarteita – Eri esittäjiä [1]
- 2013 Ville ja Valle – UMO
- 2014 Muumiperheen lauluretki – Eri esittäjiä
- 2015 Soittakaa Juranoid! – Hevisaurus
- 2016 DJ Kakkiainen – Kikattava Kakkiainen
- 2017 Robin Hund & Hans Glada Orkester - Alla Ropar Ett Hej
- 2018 Tippukivitapaus - Eri esittäjiä
- 2019 Robin Hund & Hans glada orkester – Ett album för äldre barn

### Vuoden kotimainen musiikkivideo
- 1983–2004 non décerné
- 2005 Huomenna – Uniklubi
- 2010 Jenni Vartiainen – Missä muruseni on (Ohjaaja Mikko Harma)
- 2011 Chisu – Sabotage (Ohjaaja Misko Iho)
- 2012 The Rasmus – I'm a mess (Ohjaaja Musuta)
- 2013 Cheek – Timantit on ikuisia (Ohjaaja Jere Hietala)
- 2014 Cheek – Äärirajoille (ohjaaja Hannu Aukia)
- 2015 Cheek – Sä huudat (ohjaaja Hannu Aukia)
- 2016 Ville Valo – Olet mun kaikuluotain (ohjaaja Ykä Järvinen)
- 2017 Cheek – Enkelit
- 2018 Mikael Gabriel feat. Elastinen & Pyhimys – Kivi sakset seteli (ohjaaja Nana Simelius)

### Vuoden striimatuin kotimainen biisi
- 1983–2005 non décerné
- 2006 Lordi – Hard Rock Hallelujah
- 2008 Mun koti ei oo täällä – Chisu
- 2015 Tarkenee – JVG
- 2016 Hehkuu – JVG
- 2017 Antaudun - Reino Nordin
- 2018 Jättiläinen – Pyhimys feat. Aksel Kankaanranta
- 2019 Ikuinen vappu – JVG

### Vuoden Etno-Emma
- 1983–2005 non décerné
- 2006 Halituli – Turkka et Paalanen
- 2007 Huria – Sanna Kurki-Suonio Trio
- 2008 Phurane Mirits – Hilja Grönfors & Latšo džinta
- 2009 Forward – Vilma Timonen Quartet
- 2010 Helsinki – Shangri-La – Paleface (etnoalbumi)
- 2011 SydänJuurilla – Freija (etnoalbumi)
- 2012 Åkerö – Maria Kalaniemi et Timo Alakotila (etnoalbumi)
- 2013
- 2014 FBB – Siba Folk Big Band
- 2015 Sensitive Skin – Kimmo Pohjonen
- 2016 Tuuletar – Tules-maas-vedes-taivaal
- 2017 Maija Kauhanen – Raivopyörä
- 2018 Sans – Kulku
- 2019 Pauanne – Pauanne

### Vuoden klassisen musiikin Emma
- 1983–2005 non décerné
- 2006 Jukka Tiensuu: Minds and Moods, Tampere Filharmonia; Susanna Mälkki, kapellimestari; Juhani Lagerspetz, piano
- 2007 Tulindberg, Rantatie-kvartetti
- 2008 Gamba Nova, Hämeenniemi-Tiensuu-Vuori-Wennäkoski
- 2009 Transient Moods – Rajatiloja, Turun filharmoninen orkesteri
- 2010 Plus Ensemble Tiensuu – Plus Ensemble
- 2011 Isola – Sebastian Fagerlund
- 2012 Šostakovitšin jousikvartetot nro 3, 4 & 7 – Meta4
- 2014 C. Ph. E. Bach: Sinfoniat Wq 182 – Keski-Pohjanmaan kamariorkesteri, Sakari Oramo
- 2015 Sibelius: Lemminkäinen Legends, Pohjola's Daughter RSO & Hannu Lintu
- 2016 Kreeta-Maria Kentala – Side by Side
- 2017 Kamus Quartet – Homunculus
- 2018 Radion sinfoniaorkesteri & Hannu Lintu – Lutoslawski - Sinfonia 1&4.
- 2019 Eriikka Maalismaa et Emil Holmström – Schumann the Violin Sonatas

### Kriitikoiden valinta
- 1983–2006 non décerné
- 2007 Pepe Deluxé – Spare Time Machine
- 2008 The Five Corners Quintet – Hot Corner
- 2009 Vapaa ja yksin – Chisu
- 2012 Pää kii – Pää kii
- 2014 Pepe & Saimaa – Pepe Willberg
- 2015 Polaris – Chisu
- 2016 Jukka Nousiainen – Jukka Nousiainen
- 2017 Juna Kainuuseen – Litku Klemetti
- 2018 Ruusut – Ruusut
- 2019 Folk –  Jesse Markin

## Votes du public

### Artiste finlandais de l'année
- 1983–2003 non décerné
- 2004 Nightwish
- 2005 Nightwish
- 2006 Lauri Tähkä & Elonkerjuu
- 2007 Lauri Tähkä & Elonkerjuu
- 2008 Lauri Tähkä & Elonkerjuu
- 2009 Lauri Tähkä & Elonkerjuu
- 2010 Lauri Tähkä & Elonkerjuu
- 2011 Lauri Tähkä
- 2012 Elonkerjuu
- 2013 Cheek
- 2014 Cheek
- 2015 Cheek
- 2016 Arttu Lindeman
- 2017 Cheek
- 2018 Pyhimys
- 2019 Lauri Tähkä

### Artiste étranger de l'année
- 1983–2003 non décerné
- 2004 Iron Maiden
- 2005 Rammstein
- 2006 Iron Maiden
- 2007 Tokio Hotel
- 2008 Slipknot
- 2009 Tokio Hotel
- 2010– non décerné